# 克里普提
克里普提（Krypteia）指斯巴达奴隶主残杀希洛人的恐怖行动。
为了恫吓希洛人（国有奴隶），强化奴隶主的军事统治，斯巴达统治者每年都对体魄强健和富于反抗精神的希洛人施行秘密屠杀，即所谓“克里普提”。